# Polo Cockta
Polo Cockta là một loại đồ uống không cồn được sản xuất tại Ba Lan từ thập niên 1960 đến đầu thập niên 1990. Polo-Cockta là thức uống thay thế cho Coca-Cola, vì ban đầu Coca-Cola không có trong các cửa hàng Ba Lan do Mỹ hạn chế xuất khẩu hàng hóa sang các nước cộng sản.  Đồ uống này cạnh tranh với Coca-Cola .
Trên nhãn Polo Cockta có viết: [Đây là] một thức uống có ga thêm hương vị tự nhiên., Màu sắc rực rỡ., Chứa cafein. 
Đồ uống Polo Cockta là một chi tiết không thể thiếu trong cốt truyện bộ phim Kingsajz (1987, đạo diễn Juliusz Machulski). 
Trong làn sóng xu hướng phổ biến lại các sản phẩm sản xuất từ thời Cộng hòa Nhân dân Ba Lan, thương hiệu Polo Cockta trở lại thị trường Ba Lan nhờ Công ty Zbyszko tại thành phố Radom. Sản phẩm này đã được cấp giấy chứng nhận cho thương hiệu. Do ban đầu Polo Cockta không thành công trên thị trường, Công ty Zbyszko quyết định thay thế bằng thương hiệu PoloCola .
Vào tháng 10 năm 2015, Polo Cockta bắt đầu được sản xuất trở lại và được bày bán trong các cửa hàng tại Biedronka .